# Вёрне
Вёрне (нидерл. Veurne, фр. Furnes) — город в Бельгии в провинции Западная Фландрия. Население составляет 11 790 человек (2018).

## История
Первый документ, удостоверяющий существование Вёрне, написан на романском языке и называет это место Furna. То же самое имя использовано во второй раз в 877 году для владения аббатства Сен-Бертен. В IX веке это было небольшое поселение, укрепленное вследствие норманнских набегов.
Вёрне быстро встал во главе обширной территории, насчитывавшей до 42 приходов, и зависевшей от графа Фландрии. Получил коммунальную хартию в XII веке. В течение этого столетия интенсивное развитие торговли между фламандцами и англичанами способствовало экономическому росту Вёрне, вошедшего вместе с другими городами в Лондонскую фламандскую ганзу.
В 1206 году город был разграблен во время конфликта Блавотенов и Ингрекенов. Экономика пришла в упадок после прекращения связей с Англией в 1270 году. 20 августа 1297 под стенами города состоялась битва в ходе франко-фландрской войны.
Главные церкви города, Святой Вальбурги и Святого Николая, датируются этим временем.
В XV веке была построена новая ратуша, ныне известная как павильон испанских офицеров, так как в XVII веке она использовалась в качестве военных квартир. Большинство городских зданий относится к эпохе процветания при эрцгерцогах Альбрехте и Изабелле, в начале XVII века. В 1637 году монахи норбертинцы впервые провели процессию кающихся, ставшую традицией, сохранившейся до настоящего времени.
Вторая половина века принесла множество бедствий краю, ставшему ареной войн Людовика XIV. Возведенные вокруг города Вобаном протяженные фортификации, следы которых видны до сих пор, в XVIII веке были использованы, когда Вёрне стал одним из опорных пунктов барьера.
В период реформ Иосифа II закрылось много религиозных институций, были преращены процессии кающихся, но в 1790 году Леопольд II снова их разрешил. Несколько монастырей, остававшихся действующими, были закрыты при французской оккупации после взятия города частями Северной армии 31 мая 1793.
В октябре 1914 в Вёрне, оставшемся, вместе с Поперинге, одним из двух бельгийских городов, не захваченных немцами, была размещена главная квартира короля Альберта I. 22 октября 1919 город был награжден французским Военным крестом.

## География
Коммуна Вёрне состоит из 11 частей: её собственной территории, представляющей собой городское поселение, и небольших деревень в польдерах, присоединённых к городскому центру в 1971—1977 годах.